# Vicki Becho
Vicki Jessy Becho Desbonne (* 3. Oktober 2003 in Montreuil) ist eine französische Fußballspielerin.

## Karriere

### Vereine
Aus der U19 von Paris Saint-Germain kommend, schloss sie sich zur Saison 2020/21 Olympique Lyon an. Nach einer ersten Saison mit nur drei Ligaeinsätzen wurde sie im September 2021 erst einmal zur Stade Reims verliehen. Seit der Spielzeit 2022/23 ist sie wieder durchgehend Teil der Mannschaft von Olympique Lyon.

### Nationalmannschaft
Mit der französischen U17 spielte sie in der Qualifikation für die Europameisterschaft 2019, worauf im Sommer ihre Teilnahme mit der U19 an deren Europameisterschaft folgte. Dort war sie in allen fünf Partien im Einsatz, erzielte drei Tore im Turnierverlauf und gewann mit ihrer Mannschaft im Finale gegen Deutschland den Titel. Mit der Mannschaft war sie später von September 2021 bis April 2022 noch in der Qualifikation für die Europameisterschaft 2022 aktiv. Zudem war sie noch Teil einer U20-Auswahl, bei welcher sie am Sud Ladies Cup 2022 teilnahm. Im August des Jahres folgte die Teilnahme an der Weltmeisterschaft 2022, bei der sie mit der Auswahl bis ins Viertelfinale kam. Im Oktober 2022 und Februar 2023 machte sie mit der U23-Mannschaft zudem noch ein paar Spiele gegen Finnland und die USA.
Am 4. Juli 2023 wurde sie für den finalen Kader der A-Nationalmannschaft bei der Weltmeisterschaft 2023 nominiert. Ihr Debüt für die Mannschaft gab sie am 14. Juli bei einer 0:1-Freundschaftsspielniederlage gegen Australien, wo sie zur 80. Minute für Sakina Karchaoui eingewechselt wurde. Bei der WM machte sie bei dem 0:0-Auftaktspiel gegen Jamaika auch ihr erstes Spiel bei einem Turnier.
Sie wurde für die WM-Endrunde 2023 in Australien und Neuseeland nominiert, in jedem der fünf Spiele ihres Teams eingesetzt und schied mit der Mannschaft im Viertelfinale nach Elfmeterschießen gegen die Australierinnen aus. Sie erzielte ein Tor während des Turniers.